# 白山 (小牧市)

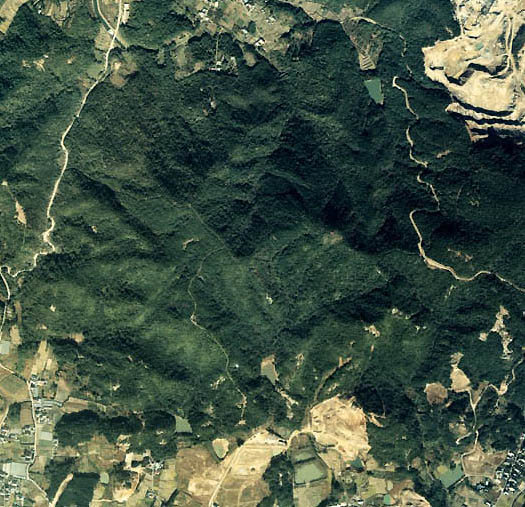
1976年度（昭和51年）に撮影された白山を撮影した航空写真。

白山（はくさん）は、愛知県小牧市の東北部に位置する標高約260mの低い山である。
尾張三山の1つである。

## 概要
尾張白山と呼ばれることもある。山の大部分が「ふれあいの森」として整備されており、山道や展望台などが整備されている。山頂には白山社がある。山頂の西側のピークには三等三角点（点名は野口）が設置されている。
この三角点のピークを山頂とする例もある。
山の北西部から南東部にかけて、愛知用水が通されている。北側には入鹿池がある。
山の南側が開けており、近くにある桃花台ニュータウンや小牧市の市街地、遠くは、名古屋市の市街地も見渡せる事から、「夜景撮影スポット」としても知られている。

## 歴史
- 1995年（平成7年）10月26日 - ふれあいの森がオープンした。
- 2000年（平成12年）9月 - 東海豪雨による土砂崩れの際に、ふれあいの森が立ち入り禁止になった。一部遊歩道が通行できなくなった。

## 交通手段
こまき巡回バスの「温水プール前」停留所下車。バス停近くの温水プール第2駐車場に、登山道（遊歩道）入口がある。
東側の林道大山池野線からの登山道もある。

## 周辺

### 周辺の山
- 尾張富士
- 本宮山
- 小牧山
- 八曽山
- 東谷山
- 猿投山

### 周辺の施設等
- 小牧市温水プール
- 衛生組合環境センター
- オーネスト小牧台 - 老人福祉施設。
- ハートランド小牧の杜 - 身体障害者福祉施設。
- 龍洞院
- 兒の森（ちごのもり）
- 大山廃寺跡
- 児神社（ちごじんじゃ）
- 江岩寺